# Церковь Митрофана Воронежского (Семилуки)
Церковь Митрофана Воронежского (Свято-Митрофановский храм) — православный храм в городе Семилуки Воронежской области. Относится к Воронежской епархии.

## История
Трехпрестольный Свято-Митрофановский храм был заложен в 1994 году в честь великих угодников Божиих, небесных покровителей и ходатаев земли Воронежской святителей Митрофана, Тихона и Антония. В 1996 году началось его возведение, но из-за недостатка средств работы велись медленно и нередко останавливались. В 2003 году настоятелем храма был назначен Василий Попов и за последующие 5 лет строительство было практически закончено. 15 августа 2007 года митрополит Воронежский и Борисоглебский Сергий освятил кресты и центральный купол, а 20 августа, в день 175-летия обретения мощей святителя Митрофана, в храме прошла первая Божественная литургия.

## Фотографии

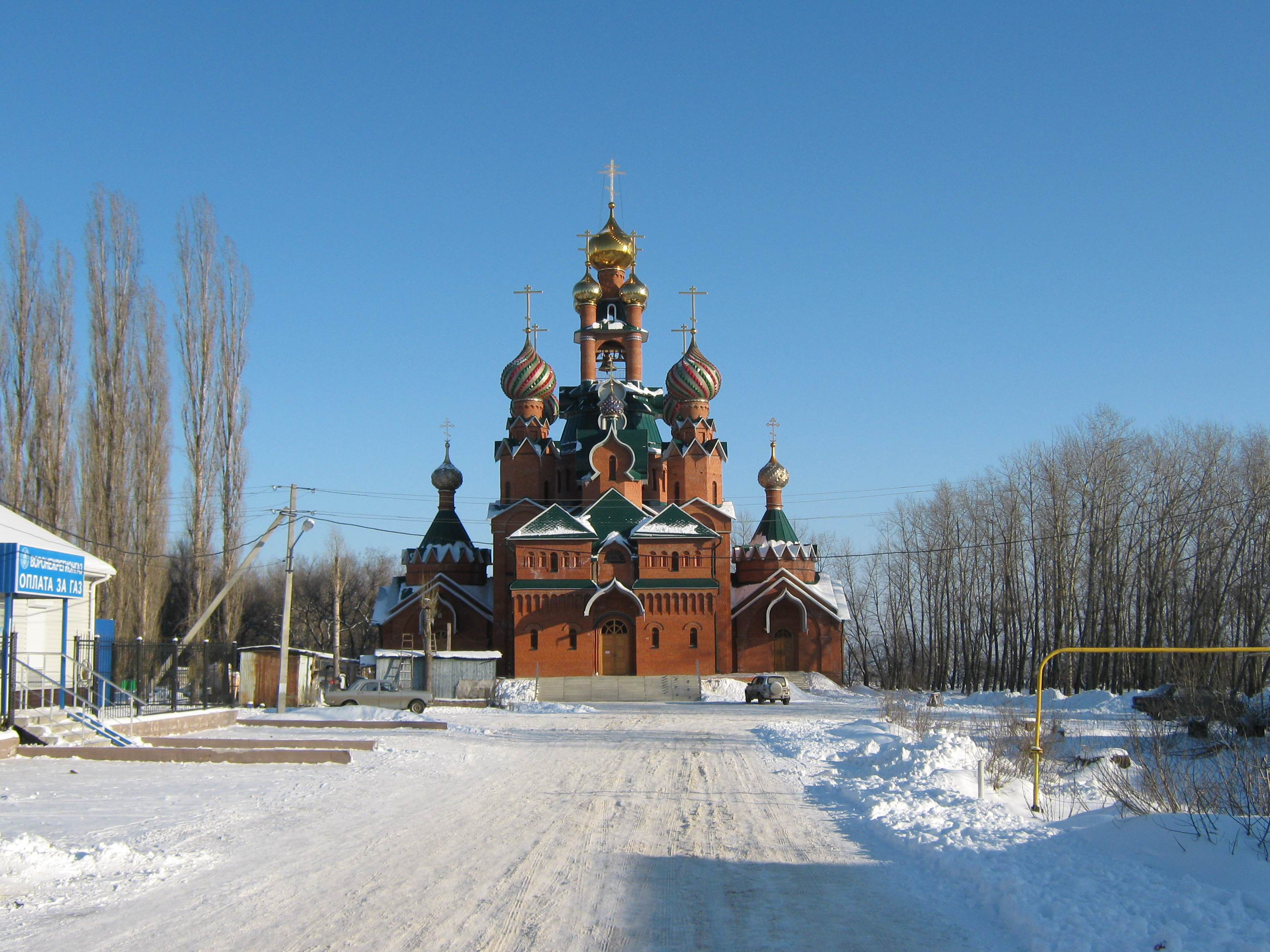
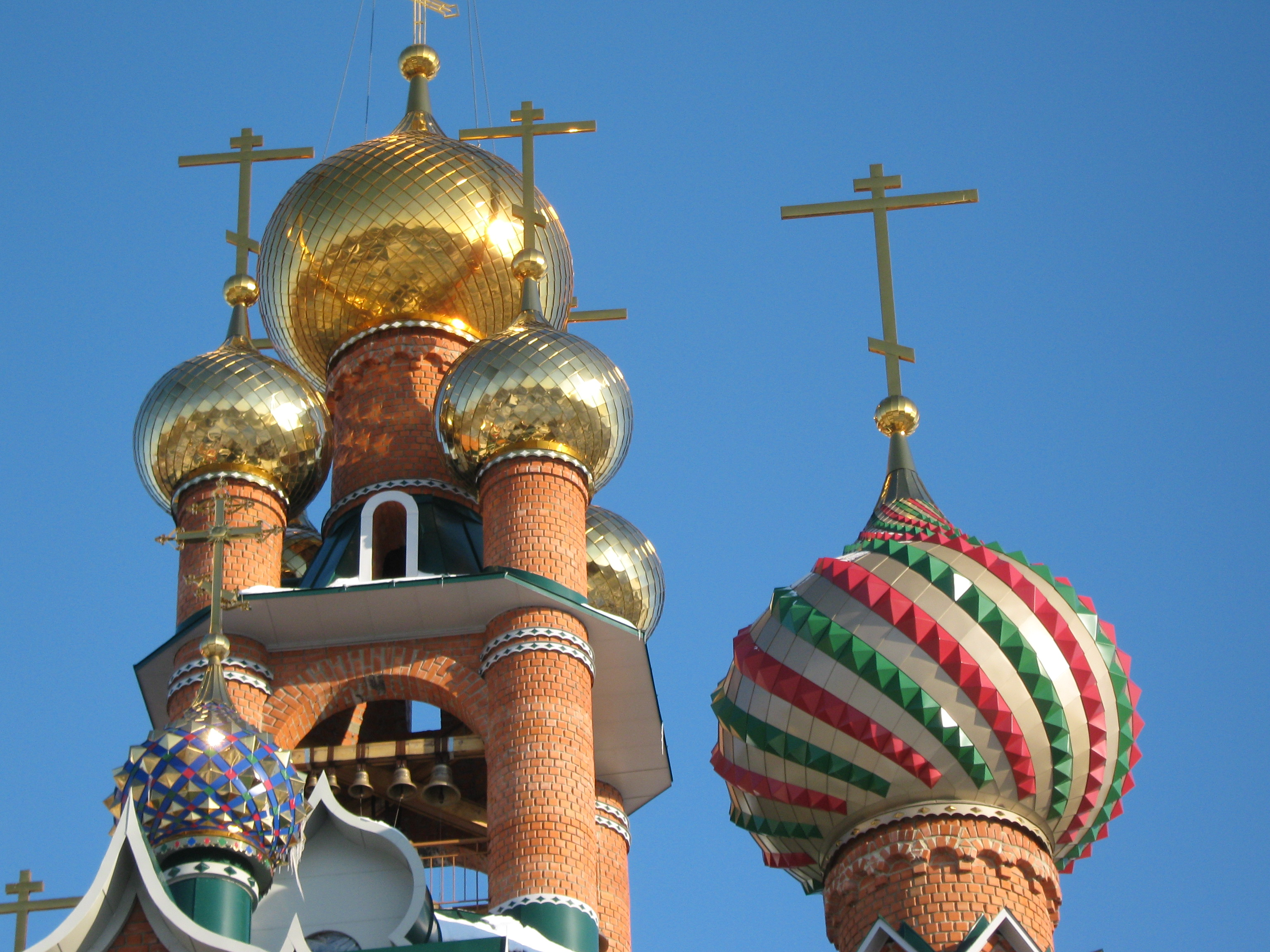